# رود منزلیا
رود منزلیا (انگلیسی: Menzelya) یک رودخانه در تاتارستان کشور روسیه است.